# 5794 (année hébraïque)
5794 (hébreu : ה'תשצ"ד , abbr. : תשצ"ד) est une année hébraïque qui commencera à la veille au soir du 24 septembre 2033 et se finira le 13 septembre 2034. Cette année comptera 355 jours. Ce sera une année simple dans le cycle métonique, avec un seul mois de Adar. Ce sera la cinquième année depuis la dernière année de chemitta.
En l'an 5794, l'État d'Israël fêtera ses 86 ans d'indépendance.

## Calendrier
Ce calendrier hébraïque de l'année 5794 donne les correspondances avec les dates du calendrier grégorien.
Le premier nombre dans chaque case correspond au jour du mois hébraïque. Les jours en couleurs sont des jours remarquables juifs ou israéliens.
| ◄◄ | 5794 | ►► |

## Décès
5789 - 5790 - 5791 - 5792 - 5793 - 5794 - 5795 - 5796 - 5797 - 5798 - 5799